# Anne Marie Trechslin
Anne Marie Trechslin (* 17. Juli 1927 in Mailand; † 28. Juni 2007 in Bern) war eine Schweizer Malerin, Holzschneiderin, Zeichnerin und Illustratorin.

## Leben und Werk
Trechslin studierte Malerei in Paris und an der Kunstgewerbeschule Bern, danach in Italien und England. Sie erwarb sich internationale Anerkennung mit ihren Vogel- und Blumenaquarellen. Ihre Aquarelle sind naturtreue Wiedergaben der Pflanzen und auch harmonische und figürliche Darstellungen. Insbesondere bekannt wurde sie durch die Illustration zahlreicher Kunst- und Fachbücher zum Thema Blumen, als Expertin für die Abbildung von Rosen und Kamelien. Sie hatte Einzelausstellungen ihrer Werke in Basel, Bern, Paris, Rom, Florenz, Perugia und Malta.
Während des Internationalen Rosenkongress von 1963, wurde ihr der Stadtschlüssel von Nashville, Tennessee als Ehrengabe überreicht. 1968 wurde ihr von dem Rosenzüchter Jean-Marie Meilland eine Rose gewidmet. 1987 erhielt Trechslin den Paul-Haupt-Preis für ihre Buchillustrationen.
Briefmarkenserien nach Aquarellen von Anne Marie Trechslins Blumen-, Früchte- und Vogelmotiven wurden von San Marino und von der Schweiz herausgegeben. Zum «Jahr der Rose 2002» hat die Pro Juventute eine weitere Wohltätigkeitsbriefmarkenserie nach Trechslins Vorlagen herausgegeben, die die Rosensorten Christrose, Ingrid Bergman, Charmian, Belle Vaudoise und Frühlingsgold darstellt. Durch Reiben mit dem Finger verströmen diese Briefmarken einen Rosenduft und die Christrose riecht weihnachtlich nach Tannen, Zimt und Nelken. Für die Briefmarken wurde Trechslin in Venedig der «Cavallino d’Oro»-Preis verliehen.
Die Künstlerin arbeitete auch für die Botanische Bibliothek in Pittsburgh und das Musée d’Histoire Naturelle in Paris.

## Ausstellungen
- Blumen. Sieben Künstlerinnen aus Europa zeigen ihre Werke. Galerie Allegra, Klosters 1995.
- Roses et Camélias. Bibliothek des Muséum National d’Histoire naturelle, Paris 2002.

## Von Anne Marie Trechslin illustrierte Bücher
- Eric Bois: Rosen Bd. 1. Silva Verlag, Zürich 1961.
- Eric Bois: Zwiebel- und Knollenpflanzen, Wunderwelt der Gartenblumen Bd. I. Silva Verlag, Zürich 1964.
- André Leroy: Rosen Bd. 2. Die schönsten Rosen der Welt und ihre Kultur. Silva Verlag, Zürich 1967.
- Karlheinz Jacobi: Winterharte Blütenstauden Wunderwelt der Gartenblumen Bd. 2. Silva Verlag, Zürich 1970.
- Sträucher und Bäume Wunderwelt der Gartenblumen Bd. 3. Silva Verlag, Zürich 1972.
- Old garden roses. Editions Le Moulin, 1975.
- Blumen Und Vogel: Die Malerin Anne Marie Trechslin. Amriswiler Bucherei, Zürich 1979.
- Carlyle A. Luer: Thesaurus Masdevalliarum: a monograph of the Genus Masdevallia, Part 1. Verlag Helga Koniger, Zürich 1983.
- Stelvio Coggiatti: Alte Rosen – neue Rosen. Silva Verlag, Zürich 1985.
- Stelvio Coggiatti: The Language of Roses. Gallery Books, New York  1986.
- Stelvio Coggiatti: Berühmte Rosen und ihre Geschichte. Amber Grünwald Verlag, 1987, ISBN 978-3-922954-06-4.